# Clínica Sanatorio Alemán
La Clínica Sanatorio Alemán es un establecimiento de salud privado de Chile, ubicado en la ciudad de Concepción, Región del Biobío. Con más de 200 camas de hospitalización, y diversos centros médicos para consultas, es el centro médico privado más grande de la región.

## Historia
En 1895 un grupo de inmigrantes alemanes en Concepción se unió para constituir una sociedad de beneficencia destinada a la construcción de un hospital, que fue inaugurado en marzo de 1897, bajo la dirección médica de Richard Burmeister. Estuvo controlado por la Corporación Sanatorio Alemán hasta el 2014, cuando luego de una crisis financiera fue adquirido por las familias Álvarez, Conrads y el grupo Kinza.
El 21 de abril de 2018 una explosión por fuga de gas en las instalaciones dejó tres muertos y más de cuarenta heridos, por lo que tuvo que ser reconstruido en obras que se inauguraron en septiembre del mismo año.